# Sonia Heredia
Sonia Isabel Heredia Condemarin (ur. 23 listopada 1963) – peruwiańska siatkarka. Reprezentantka kraju na igrzyskach olimpijskich w Los Angeles oraz Seulu, gdzie Peru zajęło drugie miejsce. Zdobyła srebrny medal na igrzyskach panamerykańskich w 1979 i 1987 oraz brązowy w 1983. Ponadto jest brązową medalistką z mistrzostw świata w siatkówce kobiet w Pradze. Jej siostrą jest Aurora Heredia, również siatkarka.